# مویچه

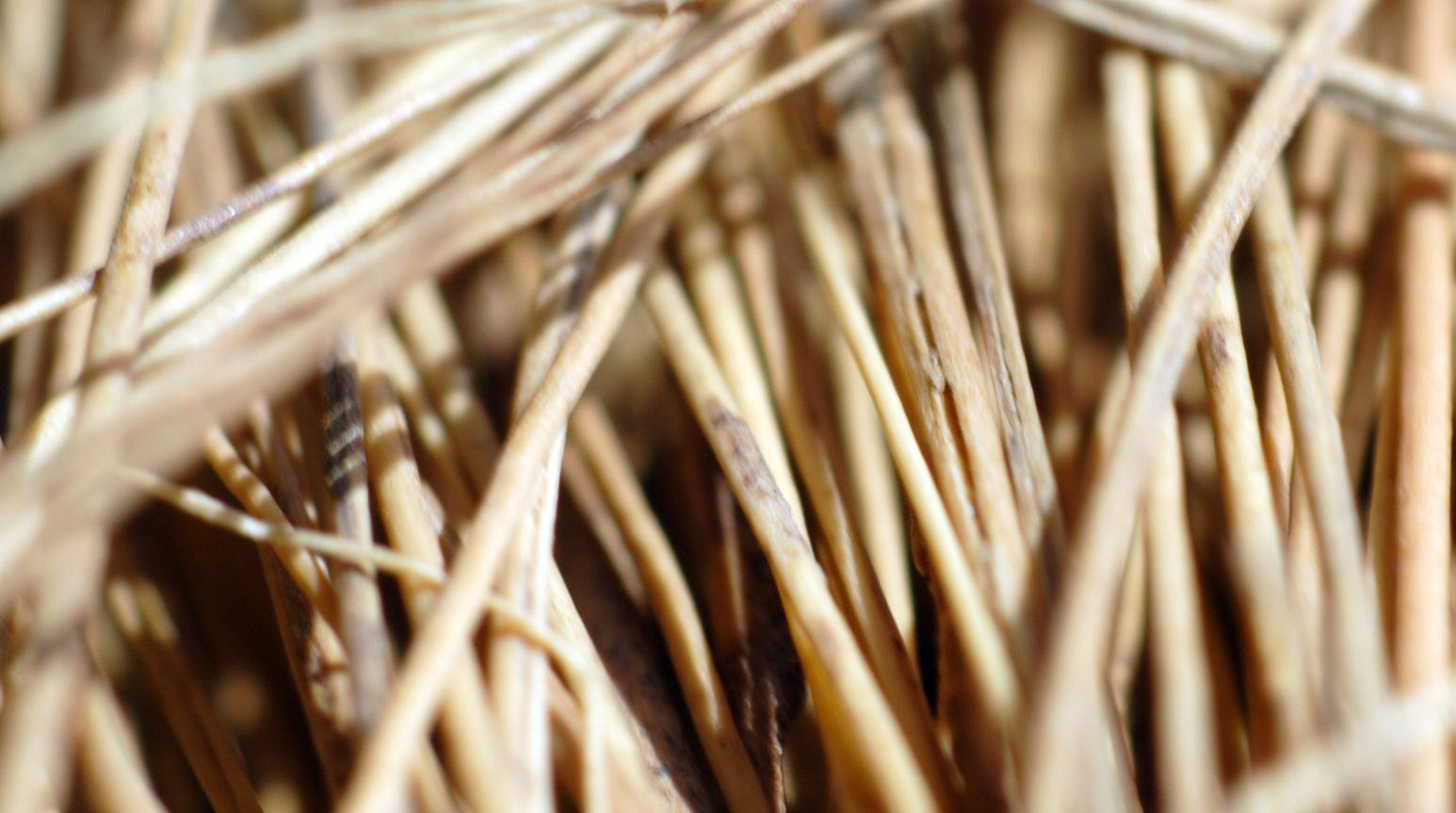
مویچه‌های یک برس جارودستی

مویچه (به انگلیسی: Bristle) (در پرندگان «موپر»)، موی سفت یا پر (طبیعی یا مصنوعی)، بر روی حیوانات، مثل خوک، گیاه یا روی ابزاری مانند بُرُس یا جارو است.

## انواع

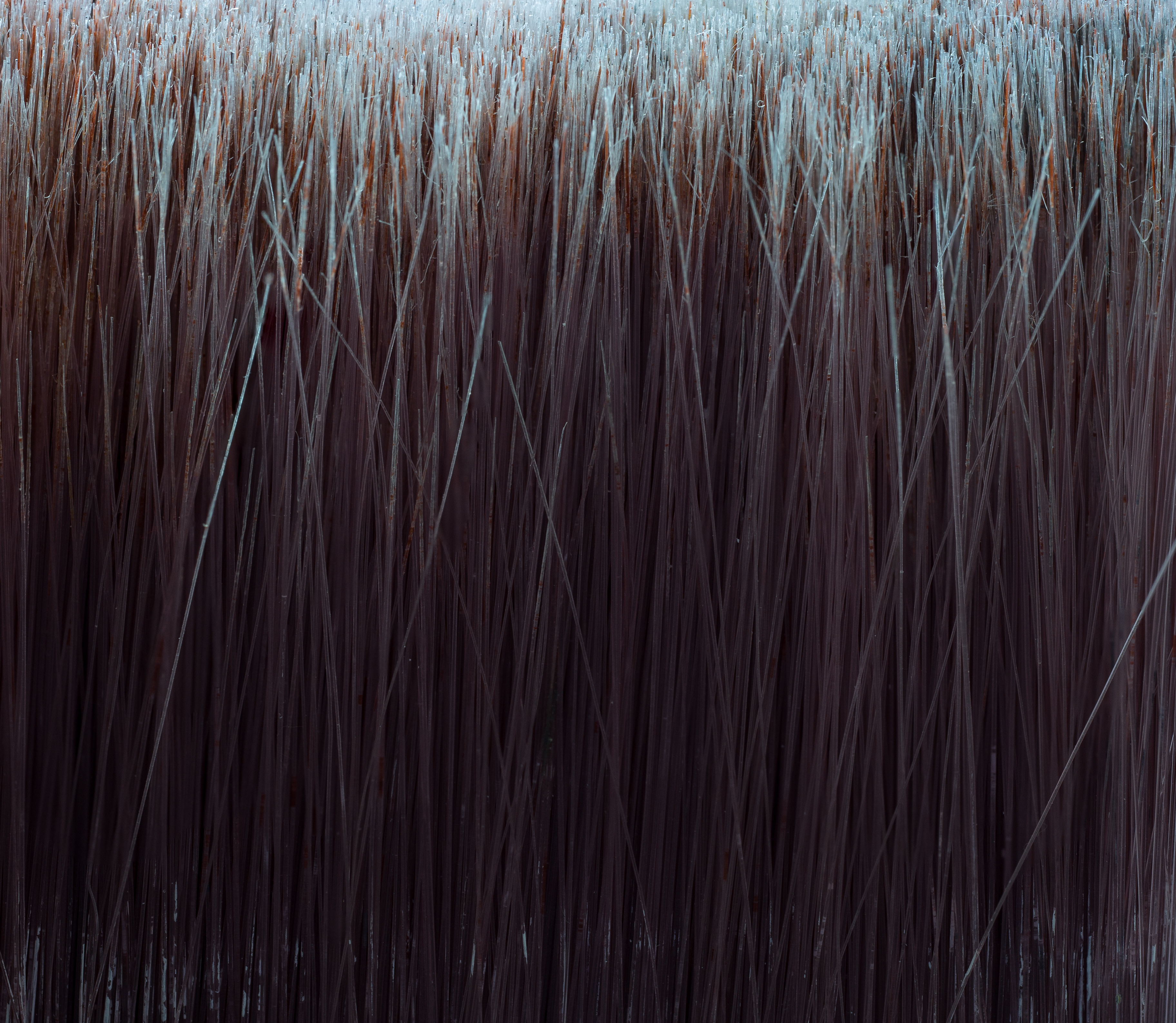
نمای‌نزدیک از مویچه‌های روی یک قلم‌موی رنگ‌روغن

از مواد مصنوعی مانند نایلون برای ساخت مویچه‌ها در وسایلی مانند جاروها و رفتگرها نیز استفاده می‌شود. از مویچه اغلب برای ساخت برس استفاده می‌شود، زیرا به شدت ساینده است. مثال‌های متداول شامل مسواک و برس توالت (Toilet brush) است. بُرُس مویچه و برس مالش از ابزارهای معمول تمیزکننده خانگی است که اغلب برای از بین‌بردن آلودگی یا چربی قابلمه‌ها و ماهیتابه‌ها استفاده می‌شود. از مویچه به غیر از برس‌های تمیزکاری، به‌خصوص برای قلم‌موی رنگ استفاده می‌شود.
مویچه‌ها به‌عنوان با پرچم (انتهای شکاف‌دار، پُرانتها) یا بدون‌پرچم متمایز می‌شوند این موها همچنین به‌عنوان حجیم یا غیرحجیم نیز شناخته می‌شوند. در برنامه‌های تمیزکاری، مویچه‌های با پرچم برای تمیزکاری خشک مناسب هستند (به‌دلیل جمع‌آوری بهتر گرد و غبار نسبت به مویچه‌های بدون‌پرچم)، و مویچه‌های بدون‌پرچم مناسب برای تمیزکاری مرطوب هستند (به دلیل کثیف‌شدن و فشرده‌شدن مویچه‌های با پرچم هنگام خیس شدن). در نقاشی، مویچه‌های با پرچم کاربرد سودمندتری دارند.

## تغییرات مویچه در فرمانرو جانوران
مویچه‌ها به جای خز در نژادهای خوک یافت می‌شود. از آنجا که تراکم آن کمتر از خز است، خوک‌ها در برابر آفتاب‌سوختگی آسیب‌پذیر هستند. یک نژاد خوک تامورث (Tamworth pig)، دارای ساختار مویچه بسیار متراکمی است، به‌طوری که آسیب آفتاب‌سوختگی بر روی پوست به‌حداقل می‌رسد. جانورانی که به خاطر مویچه‌هایشان نام‌گذاری شده‌اند شامل، مرغ فرچه‌ای، موش خارمویچه (Bristle-spined rat) و حلزون مویچه ترینیتی (Trinity bristle snail) است. مویچه‌ها همچنین کرم‌ها را به خاک لنگر می‌کنند تا به کمک آنها حرکت کنند.